# 매리어스 잰슨
매리어스 버튜스 잰슨(영어: Marius Berthus Jansen, 1922년 4월 11일~2000년 12월 10일)은 미국의 역사학자, 일본학자이다. 일본의 근대사와 현대사에 대한 여러 저작을 남겼고, 프린스턴 대학교에서 교편을 잡았다.

## 저서
- 《일본인과 쑨원》(The Japanese and Sun Yat-sen, 1954년)
- 《사카모토 료마와 메이지 유신》(Sakamoto Ryōma and the Meiji Restoration, 1961년): 손일, 이동민 옮김(푸른길, 2014년)
- 《근대화를 향한 일본의 사고 전환》(Changing Japanese Attitudes Toward Modernization, 1965년)
- 《근대 초 일본의 기관 역사의 연구》(Studies in the Institutional History of Early Modern Japan, 1970년): 존 휘트니 홀과 공저
- 《일본과 그 세계: 전환의 2세기》(Japan and its World: Two Centuries of Change, 1975년)
- 《일본과 중국: 전쟁에서 평화로(1894~1972)》(Japan and China: from War to Peace, 1894-1972, 1975년)
- 《이행하는 일본: 도쿠가와에서 메이지로》(Japan in Transition, from Tokugawa to Meiji, 1986년)
- 《도쿠가와 세계의 중국》(China in the Tokugawa World, 1992년)
- 《일본의 오늘: 변화와 지속성》(Japanese Today: Change and Continuity, 1995년): 에드윈 라이샤워와 공저
- 《현대 일본을 찾아서》(The Making of Modern Japan, 2000년): 김우영, 강인황, 이정, 허형주 옮김(이산, 2006년)

## 수상
- 구겐하임 펠로십 (1979년)
- 서보장 (1985년)
- 일본 학사원 회원 (1999년)
- 일본 문화공로자 (1999년)

## 같이 보기
- 사카모토 료마